# 三浦徹
三浦 徹（みうら とおる、1949年 - ）は、日本のユーフォニアム奏者。

## 経歴
大阪明星学園、明星高校卒業。1971年に東京藝術大学音楽学部を卒業し、アメリカに渡る。1973年にアメリカ・南ミシシッピー大学大学院を修了し、イーストマン音楽学校にて研鑽を積む。その後、日本において、第一線のユーフォニアム奏者として現在も活躍中である。
21世紀の吹奏楽 “響宴”の第15回(2012年)から第17回(2014年)までの選曲委員を務めた。
国立音楽大学教授・相愛大学・尚美学園の各講師、ビュッフェ・クランポン専属講師を務める。
日本吹奏楽指導者協会副会長を務めた。

## 受賞歴
- 2024年2月9日 - 社会教育功労者表彰(文部科学大臣)[1]

## 功績
- ユーフォニアムという比較的知名度の低い楽器を、現在の水準まで向上させた日本におけるパイオニアである。
- 後進の指導にも積極的であり、現在日本国内で活躍するユーフォニアム奏者のほとんどが、三浦の弟子である。
- イーストマン・ウィンド・アンサンブルの団員となった最初の日本人である。
- またその繋がりから、フレデリック・フェネルを東京佼成ウインドオーケストラに指揮者として招聘した立役者でもある。2022年にプラハで開催された世界吹奏楽協会(WASBE)の第19回世界吹奏楽大会で講演「東京在中(1983-2002)のフレデリック・フェネル」を行った[2]。
- 現在でも大学講師という立場だけでなく、自らミュージック・キャンプ等を通してプロ・アマ交流の場を積極的に作ることで、日本のユーフォニアム界全体の交流と発展を担う立場としても活躍している。